# Кавалласка
Кавалласка (итал. и ломб. Cavallasca) — коммуна в Италии, в регионе Ломбардия, подчиняется административному центру Комо.
Население составляет 2722 человека, плотность населения — 1361 чел./км². Занимает площадь 2 км². Почтовый индекс — 22020. Телефонный код — 031.
Покровителем коммуны почитается святой архангел Михаил, празднование 29 сентября.